# Гремучий (Пензенская область)
Гремучий — упразднённый посёлок в Бессоновском районе Пензенской области России. На момент упразднения входил в состав Степановского сельсовета. Упразднён в 2004 году.

## География
Посёлок располагался в центральной части области, в истоке реки Отвель, на расстоянии примерно в 3 километрах по прямой к югу от села Бакшеевка.

## История
Посёлок возник в начале XX века. По данным на 1930-й год состоял из 25 хозяйств и сходил в состав Бакшеевского сельсовета Пензенского района. В 1955 г. значится в составе Селиксенского сельсовет. В 1955 г. числился бригадой колхоза имени Чкалова.
В настоящее время на месте поселка расположено одноимённое СНТ.

## Население
| 1926 | 1930 | 1939 | 1959 | 1979 | 1989 | 2002 |
| ---- | ---- | ---- | ---- | ---- | ---- | ---- |
| 132  | ↗146 | ↘102 | ↘59  | ↘10  | ↘5   | ↘0   |